# Arhipelagul Franz Josef

Localizarea (în chenar) Țării Franz Josef

Țara Franz Josef (în rusă: Земля Франца-Иосифа, Zemlja Franța Iosifa) este un arhipelag situat în partea de nord a Rusiei. Acesta este situat în Oceanul Arctic, la nord de Novaia Zemlia și de la est de Svalbard, aparținând administrativ de Regiunea Arhanghelsk a Rusiei. Țara Franz Josef este compusă din 191 de insule acoperite de gheață, cu o suprafață de 16.134 km²; în mare parte nu este locuită.
Fiind situat la latitudini între 80° și 81° 52' N, Țara Franz Josef este grupul de insule cele mai septentrionale asociate Eurasiei. Extremitatea sa nordică este Capul Fligeli, Insula Rudolf (Остров Рудольфа, Ostrov Rudolfa), care este situat la 81° 52' N. Arhipelagul se află la o distanță de numai 1000 km de Polul Nord.
Arhipelagul a fost descoperit în 1873 de către exploratorii polari austrieci Payer și Weyprecht, care i-au dat numele împăratului Franz Joseph al Austriei. Deoarece expediția a fost sponsorizată privat și neoficial, aceste insule nu au fost anexate de către Imperiul Austro-Ungar. În 1926 insulele au fost anexate de către Uniunea Sovietică, acolo stabilindu-se foarte puține persoane, numai în scopuri de cercetare și militare. Accesul navelor este posibil doar câteva luni pe an, în timpul verii, și necesită permise speciale.

## Caracteristici geografice

Harta arhipelagului

Arhipelagul este de origine vulcanică, fiind compus din bazalt neozoic și jurasic. Deși acoperite de gheață, există, de asemenea, zone acoperite cu mușchi și de licheni. Partea nord-estică a insulelor este în întregime acoperite de gheață pe tot parcursul anului, chiar dacă, uneori, gheața se retrage pe timpul verii de pe insulele meridionale ale arhipelagului. Cea mai mare insulă este Țara Prințului George (Земля Георга, Zemlja Georga), care are o lungime de aproximativ 110 km. Cel mai înalt vârf din arhipelag se află pe Insula Wiener Neustadt (Остров Винер-Нейштадт, Ostrov Viner-Nejštadt), având o altitudine de 620 m.

### Insulele componente ale arhipelagului
Cele mai importante insule (denumirea în limba rusă) care compun Țara Franz Josef sunt:
- Zemlia Aleksandri („Țara Alexandrei”). Este insula de la extremitatea vestică a arhipelagului. Are o suprafață de aproximativ 1051 km2.[2] Baza militară Nagurskoie (80°49′N 47°25′E / 80.817°N 47.417°E) a fost una dintre cele mai importante stații meteorologice în perioada Războiului Rece. Are o pistă de aterizare pe gheață cu o lungime de 1500 m. La 23 decembrie 1996 aici s-a prăbușit un avion de transport Antonov An-72, în timpul manevrelor de aterizare.
- Ostrov Rudolfa („Insula Prințul Rudolf”) este cea mai nordică insulă din arhipelag. Pe ea se află Teplitz Bay (81°48′N 57°56′E / 81.800°N 57.933°E), o zonă care a servit ca tabără și punct de pornire pentru numeroase expediții polare din secolul al XIX-lea și de la începutul secolului XX. Din cauza terenului accidentat, singurul aerodrom de pe insulă are doar o pistă amenajată pe gheață, în lungime de 300 m, situată la latitudinea 81°47'N și longitudinea 58°45'E.
- Ostrov Kheisa („Insula Heiss”, 80°37′N 58°03′E / 80.617°N 58.050°E), pe care se află o stație hidrometeorologică.[3]
- Ostrov Greem-Bell („Insula Graham Bell”). Situată la extremitatea estică a arhipelagului, pe această insulă există o bază militară, precum și cel mai mare aerodrom din întregul arhipelag (81°09′N 64°17′E / 81.150°N 64.283°E), având o pistă lungă de 2100 m. Avioanele de luptă și de transport rusești aterizează aici în mod regulat din anii 1950.

## Clima
Temperatura medie anuală este de -12.8 °C. În luna ianuarie, temperatura medie minimă este de -15 °C, iar temperatura medie maximă este de -10.5 °C, în timp ce în iulie mediile respective cresc până la 0 °C (minima) și 2,2 °C (maxima). Pe parcursul ultimilor 30 de ani, cea mai mare temperatură înregistrată a fost de 13 °C, în timp ce minima absolută a fost de -54 °C.
Precipitațiile sunt destul de importante cantitativ, fiind mai abundente în principal primăvara și toamna. Un alt fenomen des întâlnit în arhipelag este ceața, chiar și vara.

## Fauna

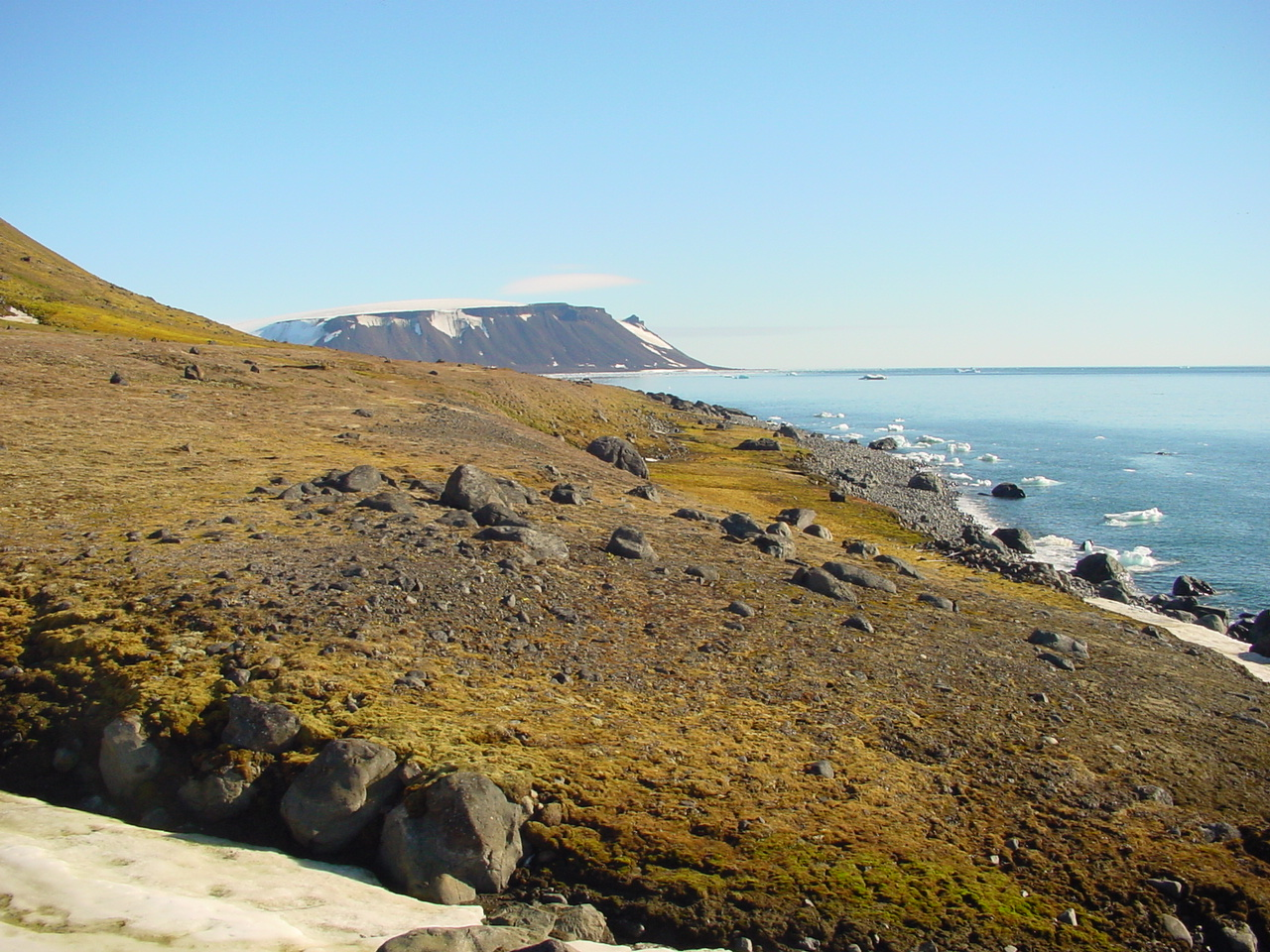
Peisaj de pe insula Nortbruk

Flora și fauna Țării Franz Josef sunt influențate clima arctică; totuși condițiile climatice permit o biodiversitate destul de bine reprezentată.
Printre cele mai importante specii care compun fauna insulelor se numără morsa, vulpea arctică și ursul polar. Cele mai comune păsări sunt Fulmarus glacialis, pescărușul „Kittiwake” (Rissa tridactyla) și alte specii de pescăruși. De asemenea, în apele teritoriale ale insulelor se poate întâlni balena albă. Pe Insula Hooker au fost găsiți și reni, ceea ce sugerează ipoteza că turmele de reni au ajuns până la aceste latitudini în urmă cu circa 1300 de ani, atunci când în arhipelag era un climat mai cald.

## Vedere

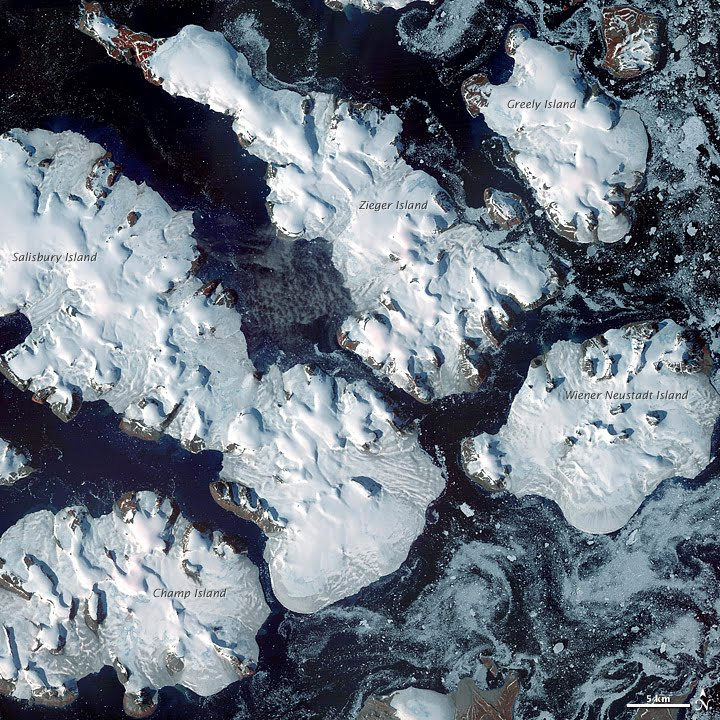
Insule ale arhipelagului Franz Josef